# Попова Олександра Євгенівна
Олександра Попова  (нар. 28 червня 1991 року, Хрустальний, Луганська область, Україна) — російська співачка, фіналістка шоу Хочу до «ВІА Гри», та колишня солістка поп-гурту «Фабрика» 2014—2021

## Біографія
Олександра Попова народилася 28 червня 1991 року місті Хрустальний Луганської області. Її дебют на сцені відбувся, коли дівчинці було всього три роки: на концерті, приуроченому станом на 1 квітня Саша заспівала пісню Олена Апіної «Узелок завяжется». Ще не почавши навчання в школі, вона почала займатися акторською майстерністю. Перемагала в міських, обласних та всеукраїнських конкурсах дитячої пісні. Закінчила школу з золотою медаллю і після надійшла в Донецький національний медичний університет де навчалася на лікаря-стоматолога.

## Кар'єра
Ще навчаючись в ДонмУ ім. Горького, Саша стала солісткою джазового оркестру «Medicus Band». Постійно брала участь у творчих конкурсах національного та регіонального масштабів. У 2012 році стала переможцем телевізійного проекту «Чисто ХІТ». Після закінчення університету Саша стала брати участь в проекті Костянтина Меладзе Хочу до «ВІА Гри». Дівчина стала фіналісткою проекту, але в основний склад групи не потрапила. Її наставницею на проекті була Ганна Сєдокова, яка пізніше запропонувала дівчині участь в групі «TABOO». Саша була однією з солісток до самого моменту припинення існування групи.

### Фабрика
У початку 2014 року було оголошено, що Ігор Матвієнко запросив Олександру в групу «Фабрика» в оновленому складі замість Каті Лі. 1 березня 2021 року Олександра Попова покинула групу для розвитку сольної кар'єри.

### Сольна кар'єра
У 2019 Саша оголосила про початок сольної кар'єри. 13 вересня 2019 року вийшов її перший сольний трек «СУШЫ». Сингл був позитивно прийнятий критиками, а відео в перший уїк-енд зібрав кілька мільйонів переглядів. 8 листопада 2019 року вийшов другий сингл Сашка «Мы же сильные»

## Особисте життя
Веде активний спосіб життя. У 2005 році отримала звання «Скаут України» в скаутському таборі «Скелі біля моря» в Криму. Захоплюється модою.
У 2015 році Олександра знялася у відвертій фотосесії для журналу «MAXIM».

## Дискографія
| Рік  | Пісня                       | Автор слів / музики                  | Склад                              |
| ---- | --------------------------- | ------------------------------------ | ---------------------------------- |
| 2015 | «Секрет»                    | А. Шаганов / І. Матвієнко            | І. Тонева, О. Савельєва, О. Попова |
| 2015 | «Полюбила»                  | А.Козакова, Ю.Рябчук                 | І. Тонева, О. Савельєва, О. Попова |
| 2016 | «Я за тобой»                | І. Степанова                         | І. Тонева, О. Савельєва, О. Попова |
| 2017 | «Бабочки»                   | А. Шаповалов, В. Ковтун, Ю. Левченко | І. Тонева, О. Савельєва, О. Попова |
| 2018 | «Вова Вова»                 | Ігор Матвієнко                       | І. Тонева, О. Савельєва, О. Попова |
|      | «Могла как могла»           | Р. Кіямов / М. Гуцирієв              | І. Тонева, О. Савельєва, О. Попова |
| 2019 | «По мосту» (Разом з «Любе») | І. Матвієнко / А. Шаганов            | І. Тонева, О. Савельєва, О. Попова |
| 2020 | «Мама молодая»              | І. Матвієнко                         | І. Тонева, О. Попова, М. Гончарук  |
| 2020 | «Позвони будь посмелей»     | М. Гуцирієв / В. Кохана              | І. Тонева, О. Попова, М. Гончарук  |
| 2020 | «Кабы я была»               | І. Матвієнко                         | І. Тонева, О. Попова, М. Гончарук  |

### Сольна кар'єра
| Рік   | Пісня                    | Виконавець          | Автора слів / музики                                          | Альбом                |
| ----- | ------------------------ | ------------------- | ------------------------------------------------------------- | --------------------- |
| 2019  | «Суши»                   | Саша Попова         | Іра Ейфорія / Ваагн Петросян                                  | без альбому           |
| 2019  | «Мы же сильные»          | Саша Попова         | Федоров М. А. / Багіров Г. А.                                 | без альбому           |
| 2020  | «Разбирай»               | Саша Попова         | Ана Кольцова Всеволодівна                                     | без альбому           |
| 2020  | «Да Да Да»               | Саша Попова і Родос | Родіон Парфьонов Родос                                        | без альбому           |
| 2020  | «Папа»                   | Саша Попова         | Олександр Титов (Саша Санта)                                  | без альбому           |
| 2020  | «Не твоя малая»          | Саша Попова         | Дамір Мухтаров                                                | без альбому           |
| 2020  | «Адреналин»              | Саша Попова         | Марія Валеріївна Малиновська                                  | без альбому           |
| 2021  | «Ранил, но не убил»      | Саша Попова         | Дамір Мухтаров / Олександр Шкуратов                           | без альбому           |
| 2021  | «ЛП»                     | Саша Попова         | Дамір Мухтаров / Олександр Шкуратов                           | без альбому           |
| 2021  | «Как море»               | Саша Попова         | Денис Ковальський                                             | без альбому           |
| 2021  | «Увези»                  | Саша Попова         | Саша Попова, Дамір Мухтаров / Саша Попова, Олександр Шкуратов | без альбому           |
| 2022. | «Как герои Марвел»       | Саша Попова         | Михайло Володимирович Балашов                                 | без альбому           |
| 2022. | «Без уведомлений»        | Саша Попова         | Саша Попова, Сергій Булін / Сергій Булін, Олександр Турок     | без альбому           |
| 2023. | «Никто не скажет мне»    | Саша Попова         | Олександр Шевченко                                            | «Любовь всегда права» |
| 2024. | «Мой недописанный роман» | Саша Попова         | Михайло Гуцирієв                                              | без альбому           |

## Відеографія
| Рік  | Кліп                             | Склад                             | Режисер                |
| ---- | -------------------------------- | --------------------------------- | ---------------------- |
| 2015 | «Секрет»                         | І Тонева, О. Савельєва, О. Попова | Марат Адельшин         |
| 2016 | «А я за тобой»                   | І Тонева, О. Савельєва, О. Попова | Дмитро Загладько       |
| 2017 | «Полюбила»                       | І Тонева, О. Савельєва, О. Попова | Кирил Сафонов          |
| 2017 | «Бабочки»                        | І Тонева, О. Савельєва, О. Попова | Марат Адельшин         |
| 2018 | «Вова Вова»                      | І Тонева, О. Савельєва, О. Попова | Марк Горобець          |
| 2018 | «Могла как могла»                | І Тонева, О. Савельєва, О. Попова | Сергій Грей            |
| 2019 | «По мосту» (ft. Любе)            | І Тонева, О. Савельєва, О. Попова | Олег Асадулін          |
| 2019 | «Кабы не было зимы»              | І. Тонева, О. Попова, М. Гончарук | Станіслав Романовський |
| 2020 | «Мама молодая»                   | І. Тонева, О. Попова, М. Гончарук | Валентин Гросу         |
| 2020 | «Позвони будь посмелей»          | І. Тонева, О. Попова, М. Гончарук | Валентин Гросу         |
| 2020 | «Кабы я была» (ft. Гоша Куценко) | І. Тонева, О. Попова, М. Гончарук | Михайло Поляков        |

### Сольна кар'єра
| Рік  | Кліп                     | Виконавець          | Режисер                        |
| ---- | ------------------------ | ------------------- | ------------------------------ |
| 2019 | «Суши»                   | Саша Попова         | Олександра Бабяк               |
| 2020 | «Мы же сильные»          | Саша Попова         | Антон Ставицький               |
| 2020 | «Да да да»               | Саша Попова и Родос | Крістіна Гаврилова             |
| 2021 | «ЛП»                     | Саша Попова         | Фомін Ельвін Владиславович     |
| 2022 | «Без уведомлений»        | Саша Попова         | Данило Хорошилов, Сергій Булін |
| 2025 | «Мой недописанный роман» | Саша Попова         | Аліна Веріпя                   |